# Carl Djerassi
Carl Djerassi, född 29 oktober 1923 i Wien, Österrike, död 30 januari 2015 i San Francisco, Kalifornien, USA, var en österrikisk-amerikansk kemist. 
1949 anställdes Djerassi som biträdande forskningschef vid företaget Syntex i Mexico City. Där lyckades han 1951 tillsammans med forskningskollegorna Luis Miramontes och George Rosenkranz syntetiskt framställa progestinet noretisteron (19-nor-17α-etynyltestosteron), som under 1960-talet skulle komma att användas i de första p-pillren. Noretisteron har egenskaper liknande det naturliga hormonet progesteron som förhindrar ägglossning. 
Djerassi var sedan 1959 professor i kemi vid Stanford University i Kalifornien. 1972 mottog han Scheelepriset och invaldes samma år som utländsk ledamot av svenska Vetenskapsakademien och blev 1984 utländsk ledamot av svenska Ingenjörsvetenskapsakademien. Han tilldelades 1973 den amerikanska utmärkelsen National Medal of Science i klassen för kemi.